# Volja
Volja je drama Etbina Kristana iz leta 1902. Gre za osvoboditev človeka od volje drugega, za poravnavo življenjskih nesoglasij in za srečo, ki jo prinese volja do življenja.

## Osebe
- Ivan Mrkulin
- Franjo
- Marica
- Ljubica
- Margarita
- Julka Vrtnikova
- Edvard Gospodar
- Mirko Grabar
- Milan Slavec
- Pestunja

## Vsebina

### 1. dejanje
Pri Mrkulinovih vlada čudno razpoloženje, vsi so brez ciljev, brez volje, razen Ljubice, ki je polna volje in veselja. Ljubica in slikar Grabar se predajata ljubezni. Sestra Marica čaka na poroko z Edvardom, ki pa je Margaritin ljubimec. Edvard se hoče z Marico poročiti samo zaradi denarja. Marica je imala veliko ljubezen s Slavcem, toda mačeha ga je pognala iz hiše, sama pa mu je morala napisati žaljivo poslovilno pismo. Njegovega otroka je rodila naskrivaj, vzeli so ji ga. Ljubica jo prepričuje, naj se zaupa očetu, a Marica je rekla, da oče tega ne sme nikoli izvedeti. Ljubica sluti, da Marica nekaj skriva, namera pa zadevi priti do dna.

### 2. dejanje
Margarita očita Edvardu, da se je njegova strast ohladina, sama pa je polna čustev, volje,s katero si je podredila vse v hiši, tudi Marico. Grabar se sreča s prijateljem Slavcem, pred galerijo, kjer bo razstava, ki se je vrnil v domači kraj. Slavec še ni prebolel razočaranja z Marico. Na razstavo prihajata tudi Ljubica in Julka. Ljubica opazi Slavca, naredi načrt in zrežira srečanje zaljubljence. Slavec in Marica si izpovesta ljubezen, nato pa mu Marica pove naj pozabi nanjo. Ljubica hoče odkriti skrivnost, ki jo ima Marica. Na razstavo prideta skupaj mačeha in Edvard, sestrino zadrego pa opati Ljubica.

### 3. dejanje
Ljubica naredi načrt, da bo povrnila Marici svobodo, za pomočnika pa vzame Grabarja. Margariti Franjo očita, da je zaradi nje postal ravnodušen in brez volje. Margarita se zateče k Edvardu in zahteva, da takoj pobegneta. Edvard jo poskuša umiriti in si izprosi eno noč za premislek, ves njihov pogovor pa je poslušala Ljubica. Očeta navduši za družinski izlet, nato pa se pogovori s Slavcem. Pove mu, da je oče in dogovorita se, da bosta pomagala Marici.

### 4. dejanje
V novem koplišču se počasi zbirajo vsi člani družine. Ljubica Margariti pove, da je ne bi rada uničil, ampak samo rešila Marico. Margarito prizadane Edvardov odgovor, spozna pa, da v njem ni prave ljubezni in da je strahopetec. Medtem je Ljubica napeljala sestro, da se je srečala s svojim otrokom. Očeta gane sreča Marice in Slavca, zato pristane na poroko. Ko Edvard sliši za otroka, Margariti ponudi, da pobegneta, a ta ga zavrne. Pestunja na robu propada ob morju opazi žensko in pove Ljubici, da je msčeha strmoglavila v valove.